# Gemeenschappelijk wonen
Gemeenschappelijk wonen is een alternatieve woonvorm van meerdere woongroepen met gezamenlijke voorzieningen. Dit kan zich uiten in overlegorganen waarin meerdere aspecten van het gemeenschappelijk wonen worden besproken en besloten. Ook zullen er voorzieningen zijn, zoals een centrale ontmoetingsruimte (bijvoorbeeld een bar), een zwembad, een sauna, gedeelde tuinen, werkplaatsen en regelmatig terugkerende activiteiten.
Het verschil met centraal wonen zit zich in het feit dat het wooncomplex hier is opgebouwd rond woongroepen en niet zelfstandige wooneenheden. Binnen het concept van gemeenschappelijk wonen kunnen zich wel enkele zelfstandige wooneenheden bevinden. Een voorbeeld is het complex "Gemeenschappelijk Wonen Nieuwegein", dat in het begin van de jaren 80 van de 20e eeuw met behulp van een plaatselijke woningbouwvereniging in de Nieuwegeinse wijk Fokkesteeg is gerealiseerd.

## Wohngemeinschaft (WG)
De Duitse term Wohngemeinschaft of WG staat niet voor een woongemeenschap (de uitdrukkingen zijn dus 'valse vrienden') of gemeenschappelijk wonen zoals hierboven beschreven. Een WG kan een woongroep zijn (maar over het algemeen geen commune) of, in het geval van een zogenoemde "Zweck-WG" een studentenhuis. Er zijn ook WG's van werkenden, senioren, 50plussers, dementen, gehandicapten, of met meerdere generaties. Ook sociologische en wettelijke aspecten worden in dat artikel nader besproken.

## Samenhuizen
In Vlaanderen wordt "gemeenschappelijk wonen" gebruikt als overkoepelende term voor allerlei vormen van groepsgewijze wonen (woongroepen, leefgemeenschappen, woon- werkgemeenschappen, centraal wonen, cohousing, etc.). Een synoniem is er samenhuizen. 
De Nederlandse Federantie Gemeenschappelijk Wonen gebruikt de term "gemeenschappelijk wonen" eveneens in overkoepelende zin.